# 謝坤宏
謝坤宏（1971年—），彰化縣二林鎮人，中國國民黨籍政治人物。現任中國國民黨中央常務委員、台灣青年菁英協會理事長、儒林文教基金會董事。2013年，參加國民黨主席選舉，但未達到連署門檻，無法成為正式候選人。

## 家庭背景
父親謝國雇歷任台灣省農會總幹事、台北市農產公司總經理，在台灣農會體系有一定影響力。妹妹謝彥慧為現任彰化縣議員、儒林文教董事長。

## 學歷
- 國立彰化師範大學博士班
- 美國阿肯色州立科技大學教育碩士

## 經歷
- 中國國民黨中常委(連任九任)
- 行政院中部聯合服務中心副執行長
- 立法委員洪性榮辦公室特助
- 台灣省農會總幹事謝國雇特助
- 私立達德高級商工職業學校副校長
- 美國阿肯色州立科技大學國際學生會會長
- 私立中州技術學院 講師
- 彰化縣立二林高級中學校友會 副會長
- 世界謝氏宗親總會 常務理事
- 彰化縣謝氏宗親會 理事長
- 二林國際青商會才能發展 副主委
- 二林民防中隊 幹事
- 革命實踐研究院 二林區召集人
- 全國馬蕭青年後援會 副總召
- 彰化縣連宋青年後援會 副總會長
- 中興菁英班第四期結業
- 成功嶺教育班長、泳訓教官